# Fremia
Fremia är en svensk arbetsgivarförening för verksamheter i huvudsak inom kooperation, civilsamhälle, idéburen välfärd och samhällsnytta samt medarbetar- eller partnerägda företag. Föreningen grundades 2021 med säte i Stockholm.

## Om Fremia
Fremia bildades i januari 2021 då Arbetsgivarföreningen KFO och Idea arbetsgivarförbundet för ideella organisationer gick samman. Föreningen har cirka 5 400 medlemsföretag med sammanlagt cirka 145 000 anställda. Som ideell förening har Fremia som syfte att tillvarata och främja sina medlemmars gemensamma intressen som arbetsgivare i frågor som rör förhållandet mellan arbetsgivare och arbetstagare och även förhandla fram kollektivavtal för ett trettiotal olika branscher.. Inriktningen är kooperativa och värderingsstyrda företag, idéburen välfärd och civilsamhällets organisationer.
Fremia uttalas "främja", i betydelsen gynna, framdriva eller verka för. Fremia härstammar från fornnordiskan och återfinns i forngutniskan på Gotland under 900-talet och senare på 1600-talet med betydelsen att framföra och att uträtta ett ärende.

### Historik
De två arbetsgivarorganisationer som 2021 bildade Fremia har sina rötter i olika grenar av de mer idealistiskt syftande verksamhetsformerna i Sverige:
Arbetsgivarföreningen KFO bildades 1943, under namnet Kooperationens Förhandlingsorganisation. Då var Kooperativa Förbundet (KF) Sveriges största företagsgrupp som både drev detaljhandel och industrier som producerade en mängd olika varor. Under 1980-talet började den KF-ägda industrisektorn att avvecklas vilket ledde till att KFO tappade flera medlemsföretag. Samtidigt lockades andra idéburna och kooperativa företag till organisationen med anledning av deras tydliga värdegrund och huvudavtalet med de fackliga motparterna. Så småningom anslöt sig nya medlemsgrupper inom bland annat ideella sektorn, skolområdet, personlig assistans och vård- och omsorgssektorn.
IDEA bildades 1995, ursprungligen som ett eget förbund inom Handelns Arbetsgivareorganisation (HAO). Idea arbetade med arbetsrättslig rådgivning och utbildning i arbetsgivarfrågor samt förhandlade och tecknade kollektivavtal med fackförbunden. IDEA hade ca 1 450 medlemsorganisationer med totalt 14 500 anställda.
2022 slöt Fremia ett samarbetsavtal under namnet Oberoende arbetsgivarorganisationers samverkan (OAS) tillsammans med  Arbetsgivaralliansen, Bankinstitutens arbetsgivareorganisation (BAO), Fastigo, Svenska kyrkans arbetsgivarorganisation, Svensk Industriförening, och Svensk Scenkonst.